# Ekorrpojken
Ekorrpojken (originaltitel: Squirrel Boy) är en amerikansk-kanadensisk-australisk-koreansk animerad TV-serie för barn. Den visades dagligen på kanalen Cartoon Network.
Premiären i USA var den 15 juli 2006 och totalt 26 avsnitt har producerats.

## Handling
Ekorrpojken handlar om den 9-åriga pojken Andy och hans alltför vilda och busiga ekorre Rodney.
Rodney kan tala (och gör det gärna hela tiden). Han kan även komma på bra idéer, som kanske inte alltid är så bra egentligen. Med dessa idéer brukar Rodney och Andy ställa till oreda för familjen och omvärlden, vilket kan orsaka riktiga problem och bråk mellan Andys pappa och Rodney.

## Svenska röster
- Niclas Wahlgren - Rodney
- Oskar Karlsson - Andy
- Claes Ljungmark - Andys pappa
- Ole Ornered - Leon och Salte Mike
- Anton Olofsson - Oskar